# Nabu-zer-ibni
Nabu-zer-ibni (akad. Nabû-zēr-ibni; tłum. „Nabu stworzył nasienie") – wysoki dostojnik za rządów babilońskiego króla Nabuchodonozora II (604–562 p.n.e.), sprawujący na dworze królewskim urząd rab kāṣirī, oznaczający dosłownie „naczelnego krawca”, choć tytuł ten nie opisywał rzeczywistej funkcji pełnionej przez tego urzędnika.
Dostojnik ten wzmiankowany jest w jednej z inskrypcji budowlanych króla Nabuchodonozora II opisującej jego prace przy rozbudowie Starego Pałacu w Babilonie. Inskrypcja ta umieszczona jest na glinianym, ośmiobocznym graniastosłupie odnalezionym w ruinach Babilonu i przechowywanym obecnie w Muzeum Archeologicznym w Stambule (nr inwent. EŞ 7834). W samym tekście Nabu-zer-ibni wymieniany jest w grupie sześciu najwyższych dostojników pałacowych. Poza nim, czyli „naczelnym krawcem” (rab kāṣirī), znaleźli się w niej również: „zarządca królewski” (mašennu), „naczelny piekarz” (rab nuḫatimmī), „intendent pałacu” (ša pān ekalli), „majordomus” (rab bīti) i „dowódca gwardii królewskiej” (bēl ṭābīḫī). Z zachowanych źródeł zdaje się wynikać, iż w okresie nowobabilońskim rzeczywistą funkcją urzędnika noszącego tytuł rab kāṣirī była rola głównego skarbnika, odpowiedzialnego za królewski skarbiec.